# Kalia Vandever
Kalia Vandever (* 25. Juli 1995) ist eine amerikanische Jazzmusikerin (Posaune, Komposition).

## Leben und Wirken
Vandever lernte bereits als junges Mädchen Posaune. 2013 zog sie von Los Angeles nach New York City, wo sie an der Juilliard School studierte und 2017 mit dem Bachelor of Music im Jazzstudiengang abschloss. Sie lebt in Brooklyn.
2019 veröffentlichte Vandever ihr Debütalbum In Bloom mit Eigenkompositionen für Quartett bzw. Duo mit Gitarre. Sie tourte und trat international mit ihrem Quartett auf. 2022 folgte ihr Album Regrowth (mit Immanuel Wilkins, Nick Dunston und Connor Parks). Sie gab auch Solokonzerte und legte 2023 ihr Soloalbum We Fell in Turn als EP vor.
Zudem arbeitete Vandever mit Ingrid Jensen, Herbie Hancock, Tyshawn Sorey, Fabian Almazan, Wynton Marsalis, Maria Grand und Darcy James Argues Secret Society. Ferner trat sie in Saturday Night Live mit Demi Lovato und in Samantha Bees Full Frontal mit Lizzo auf. Sasha Berliner holte sie in ihre Formation Tabula Rasa zum SWR New Jazz Meeting 2021. Sie ist auf Alben von Jacob Garchik (Clear Line), Kat Lee (Catch and Release), Kate Davis (Trophy), Levon Henry (Water & Power), Sonya Belayas Dacha (Live at Roulette), Nick Dunston (Spider Season) und Joel Ross (The Parabel of the Poet) zu hören.
Als Komponistin und Arrangeurin war Vandever auch für das Tesla Quartet, The Westerlies, Katherine Kyu Hyeon Lim und das Hats & Heels Duo tätig. Weiterhin leitete sie das Posaunenstudio am Brooklyn Conservatory of Music. Sie hat Meisterklassen am California Institute of the Arts und der University of Missouri gegeben.